# Rocznik Gdański
Rocznik Gdański – polskie czasopismo historyczne, wydawane od 1927 r. najpierw przez Towarzystwo Przyjaciół Nauki i Sztuki w Gdańsku, od 1956 r. przez Gdańskie Towarzystwo Naukowe. W 1975 r. decyzją Polskiej Akademii Nauk „Rocznik Gdański” połączono z „Libri Gedanenses”, dotychczasowym organem Biblioteki Gdańskiej PAN. Od 2019 r. wydawcą „Rocznika Gdańskiego” został Uniwersytet Gdański (Wydział Nauk Społecznych UG), a w nazwie czasopisma dodano człon: „Gdańskiego Towarzystwa Naukowego”.
Pierwszy tom „Rocznika Gdańskiego” redagował Marcin Dragan Prezes Towarzystwa Przyjaciół Nauk i Sztuki w Gdańsku, przy współpracy Romana Lutmana i Władysława Pniewskiego. Od 1958 r. redaktorem naczelnym „Rocznika Gdańskiego” był prof. Andrzej Bukowski, w latach 1992–1996 - prof. Edward Breza, od 2008 r. - prof. Edmund Kizik, od 2016 r. - prof. Józef Arno Włodarski, a od 2017 r. - prof. Maria Mendel.
W „Roczniku Gdańskim” publikowane są studia, rozprawy i artykuły z zakresu dziejów gospodarczych i politycznych Gdańska i Pomorza, kultury i sztuki, literatury oraz problematyki językoznawczej, etnografii i socjologii. 
W 2002 r. za zasługi dla Gdańska, za wysoki poziom naukowy i upowszechnianie wiedzy o Gdańsku i Pomorzu Redakcja „Rocznika Gdańskiego” została wyróżniona Medalem Księcia Mściwoja II.